# St Johns Park, New South Wales
St Johns Park este o suburbie în Sydney, Australia.